# ナトゥ 踊る!ニンジャ伝説
『ナトゥ 踊る!ニンジャ伝説』（ナトゥ おどる!ニンジャでんせつ）は、2000年12月23日公開の映画。バラエティ番組『ウッチャンナンチャンのウリナリ!!』から誕生した南々見組の全編インドロケ映画。

## ストーリー
ペンキ職人のナトゥは、妹のケディと南インドのチェンナイという町に暮らしている。ケディの強い大学進学希望にこたえ、この地域最大の富豪・シン家で改築作業を一生懸命こなす妹思いのナトゥ。そんなある日、ナトゥは女性歌手・ミーナの家に招かれ彼女のボディガードをすることになった。

## 登場人物
- ナトゥ - 南々見狂也
- ケディ - ケディ・ティン
- ミーナ - ネーハー・ドゥピア（日本語吹き替え：矢島晶子）
- ザキール・シン - 天山ひろゆき
- キョウコ - シンシア・ラスター
- サイゾー - 宍戸錠
- ペンキ屋主人 - ビビアン・スー
- カフェ店員 - ジニー・リー、ユニー・ハン
- ウリナリ・オールスターズ
- ランビア - ラジープ（日本語吹き替え：江原正士）
- カラン - モハン・ラム（日本語吹き替え：龍田直樹）
- カーン - モハン・ラージ（日本語吹き替え：玄田哲章）
- アジャイ - ダームー（日本語吹き替え：遠近孝一）

## スタッフ
- 監督 - 大森一樹
- プロデューサー - 戸田一也、山崎喜一朗、臼井正明、アル・クマール
- 企画 - 土屋敏男、奥田誠治
- 総合プロデューサー - 増田久雄
- 原案 - 加藤幸二郎
- 撮影 - VIJAYASRI
- 美術 - 小池直実
- 録音 - 瀬川徹夫、藤丸和徳
- 音響効果 - 倉橋静男
- サウンドエンジニア - 浅梨なおこ
- 監督補 - ナンダクマール
- アクションマスター - ホース・バブー、山田一善
- スクリプター - 江口由紀子
- スチール - 春日弘司、ラマ・スップ
- VFX - マリンポスト
- 日本側スタジオ - 東映東京撮影所、HALF H・P STUDIO
- 現像 - IMAGICA
- 製作者 - 横山茂幹、福島真平、早川恒夫、柵木眞、坂上直行
- 製作委員会メンバー - 日本ヘラルド映画、バップ、マセキ芸能社、日本テレビ放送網

## 楽曲
- 主題歌「partner"S"」（歌: ブランニュービスケッツ）

## その他事項
- ブラックビスケッツの活動停止、また、同時期に故郷・台湾で発生した台湾大地震の影響で『ウリナリ』を降板していたビビアン・スーが約1年ぶりに番宣も兼ねて『ウリナリ』に出演している（ナトゥ関連コーナープロモーションのみ）。あくまで、元レギュラーとしての友情出演で、レギュラー復帰ではなくナトゥのプロモーション（番宣ゲスト出演）であることを強調していた。